# Weltmeisterschaften der Rhythmischen Sportgymnastik 1985
Die 12. Weltmeisterschaften der Rhythmischen Sportgymnastik fanden 1985 in Valladolid, Spanien statt.

## Ergebnisse

### Einzel-Mehrkampf
| Rang | Nation    | Athletin            |
| ---- | --------- | ------------------- |
| 1    | Bulgarien | Diliana Gujergujewa |
| 2    | Bulgarien | Lilia Ignatowa      |
| 3    | Bulgarien | Bianka Panowa       |

### Gruppe-Mehrkampf
| Rang | Nation      | Athletin |
| ---- | ----------- | -------- |
| 1    | Bulgarien   |          |
| 2    | Sowjetunion |          |
| 3    | Nordkorea   |          |

### Ball
| Rang | Nation                          | Athletin            |
| ---- | ------------------------------- | ------------------- |
| 1    | Bulgarien                       | Lilia Ignatowa      |
| 1    | Bulgarien                       | Diliana Gujergujewa |
| 3    | Sowjetunion                     | Galina Beloglasowa  |
| 3    | Deutsche Demokratische Republik | Bianca Dittrich     |

### Band
| Rang | Nation      | Athletin            |
| ---- | ----------- | ------------------- |
| 1    | Sowjetunion | Galina Beloglasowa  |
| 1    | Bulgarien   | Bianka Panowa       |
| 3    | Bulgarien   | Diliana Gujergujewa |

### Keulen
| Rang | Nation      | Athletin             |
| ---- | ----------- | -------------------- |
| 1    | Bulgarien   | Lilia Ignatowa       |
| 1    | Bulgarien   | Diliana Gujergujewa  |
| 3    | Sowjetunion | Tatjana Drutschinina |

### Seil
| Rang | Nation      | Athletin            |
| ---- | ----------- | ------------------- |
| 1    | Bulgarien   | Diliana Gujergujewa |
| 2    | Sowjetunion | Galina Beloglasowa  |
| 3    | Bulgarien   | Lilia Ignatowa      |

### Medaillenspiegel
| Rang | Nation                          | Gold | Silber | Bronze | Gesamt |
| ---- | ------------------------------- | ---- | ------ | ------ | ------ |
| 1    | Bulgarien                       | 8    | 1      | 3      | 14     |
| 2    | Sowjetunion                     | 1    | 2      | 2      | 7      |
| 3    | Nordkorea                       | -    | -      | 1      | 1      |
| 3    | Deutsche Demokratische Republik | -    | -      | 1      | 1      |